# De gode søstre
De gode søstre er en kriminalroman af Leif Davidsen fra 2003.
Romanen foregår i 1999 under krigen på Balkan.

## Resumé
Hovedpersonen er universitetslektoren, Teddy, der under et ophold i Bratislava opsøges af en østeuropæer, der er hans halvsøster. Det viser sig, at deres far var en dansk SS-officer, der ganske vist blev erklæret død i 1952, men som i virkeligheden stadig lever i Jugoslavien. Teddys anden søster arresteres på samme tid i København, mistænkt for at være agent for Stasi. Teddy og PET begynder efter et mord at undersøge en evt. sammenhæng mellem de to søstre.
| Bog | Spire Denne artikel om bøger og tidsskrifter er en spire som bør udbygges. Du er velkommen til at hjælpe Wikipedia ved at udvide den. |